# Tumulus du Trou de Billemont
Le tumulus du Trou de Billemont est un tumulus gallo-romain situé à Antoing, dans le Hainaut, en Belgique.

## Localisation
Le tumulus se situe sur la commune d’Antoing, au lieu-dit « Trou de Billemont ». Ce monument est le plus occidental de tous les grands tumulus de Belgique. 

## Description
Le tumulus, de forme circulaire, mesure 23 mètres de diamètre et 9 mètres de haut.
Il est doté d’un tambour de pierre à sa base. À l’intérieur, un couloir mène à un caveau placé perpendiculairement. Le plan prend ainsi la forme d’un T. Ce caveau abrite des niches qui servaient à accueillir les urnes funéraires contenant les cendres des défunts.
Ce monument se distingue des autres grands tumulus de Belgique en ce qu’il est le seul à posséder à la fois un tambour de pierre, un couloir et un caveau à niches.

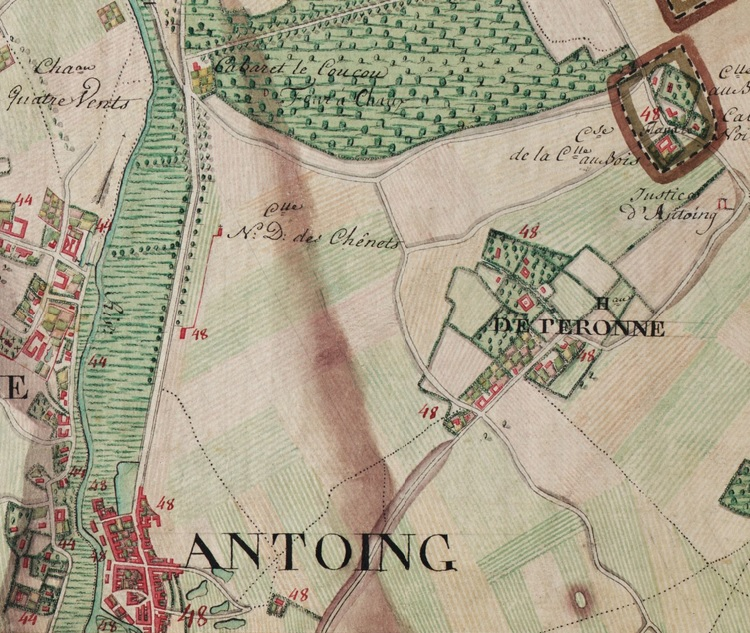
Le tertre visible à l'est d'Antoing sur la carte de Ferraris (XVIIIe siècle)

Le site abrite également des sépultures mérovingiennes de la fin du VIe siècle et du début du VIIe siècle, déplacées depuis un lieu-dit proche, « Guéronde ».

## Datation
Le tumulus a été édifié au Ier siècle ou au IIe siècle après J.-C., pour un membre de l’élite dont l’identité n’est pas connue.

## Historique
Le tumulus a été exploré dès le XVIIe siècle. En 1624 et 1640, deux campagnes de fouilles furent organisées. L’érudit Jean-Jacques Chifflet participa à la seconde,. De son intervention sur le site, la bibliothèque municipale de Besançon conserve un croquis figurant le plan de l’intérieur du tumulus. Le monument est également représenté sur la carte de Ferraris, établie entre 1770 et 1778.
À partir de 1954, le tumulus est à nouveau fouillé. En 1957, il fait l’objet d’un classement. Il est restauré à partir de 1978. Le couloir et le caveau sont alors recouverts d’une plateforme de béton tandis que la butte est reconstruite,.